# 880-as évek
Évszázadok: 8. század – 9. század – 10. század
Évtizedek: 830-as évek – 840-es évek – 850-es évek – 860-as évek – 870-es évek – 880-as évek – 890-es évek – 900-as évek – 910-es évek – 920-as évek – 930-as évek
Évek: 880 881 882 883 884 885 886 887 888 889

## Események
- 885: viking ostrom Párizs ellen
- 886: Nagy Alfréd elfoglalja Londont

## Híres személyek
- Kövér Károly, nyugati frank király, római császár
- Nagy Alfréd, wessexi király
- I. Baszileiosz, bizánci császár